# Atzgersdorfer Friedhof

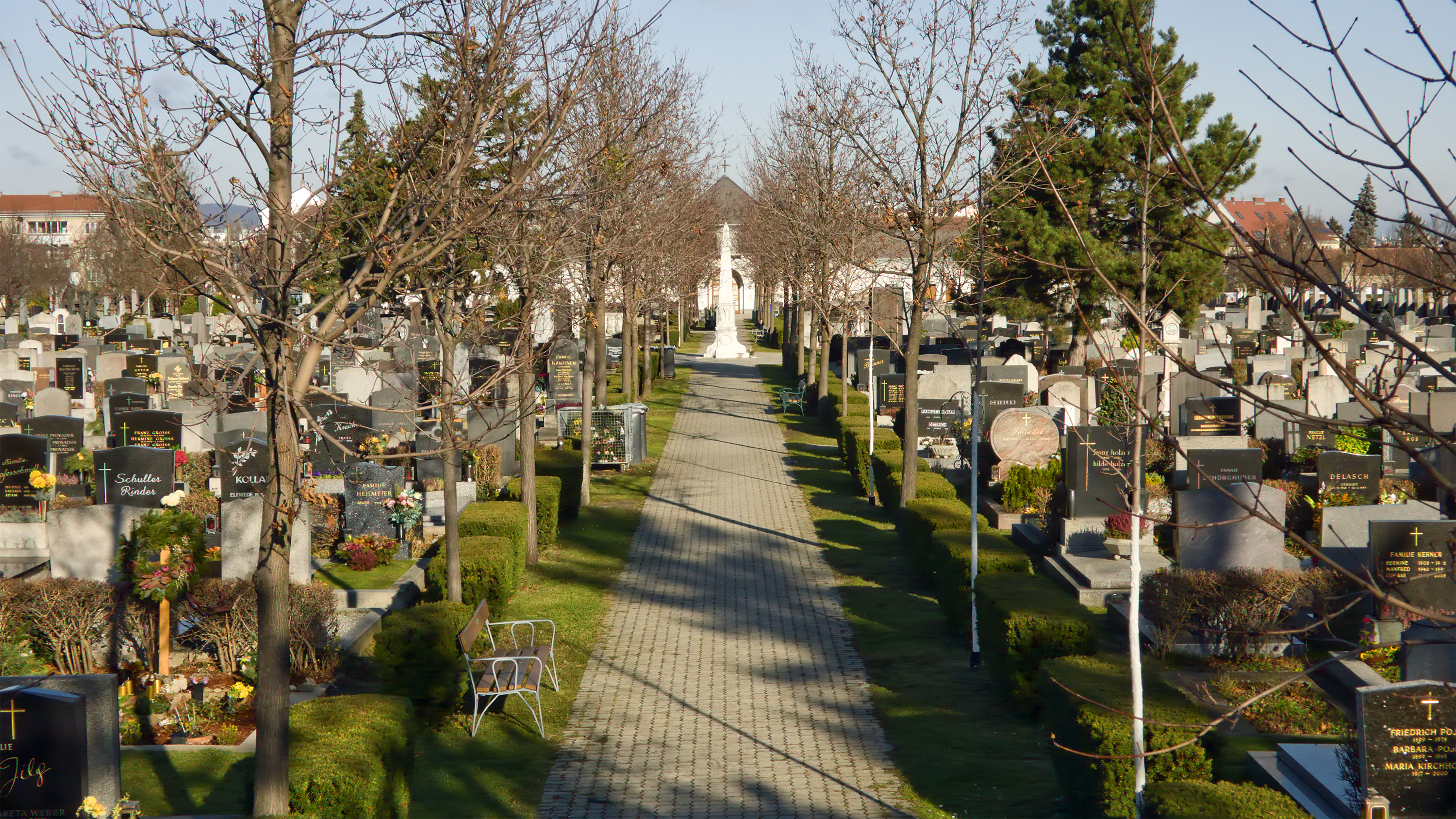
Atzgersdorfer Friedhof

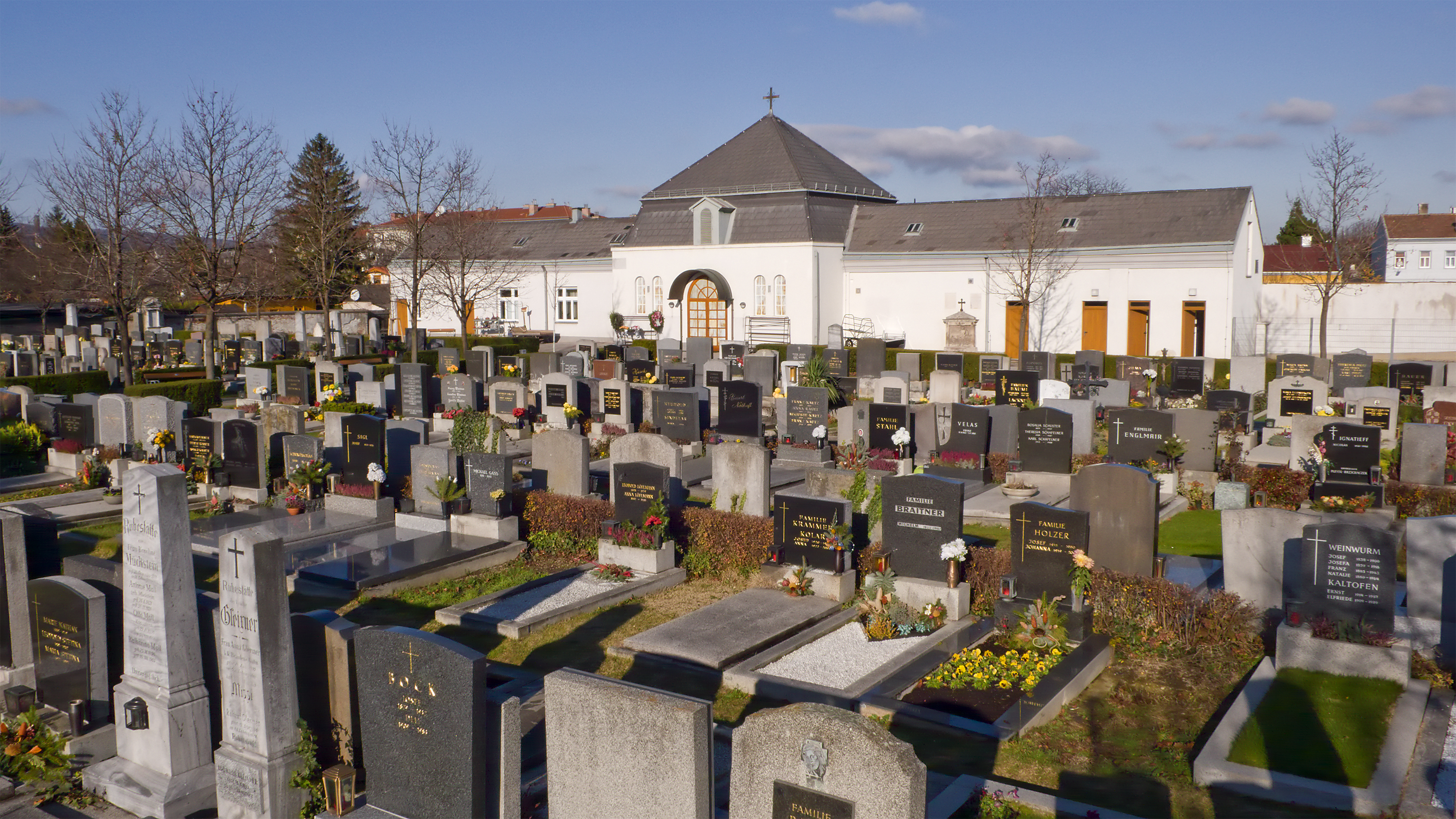
Die Aufbahrungshalle

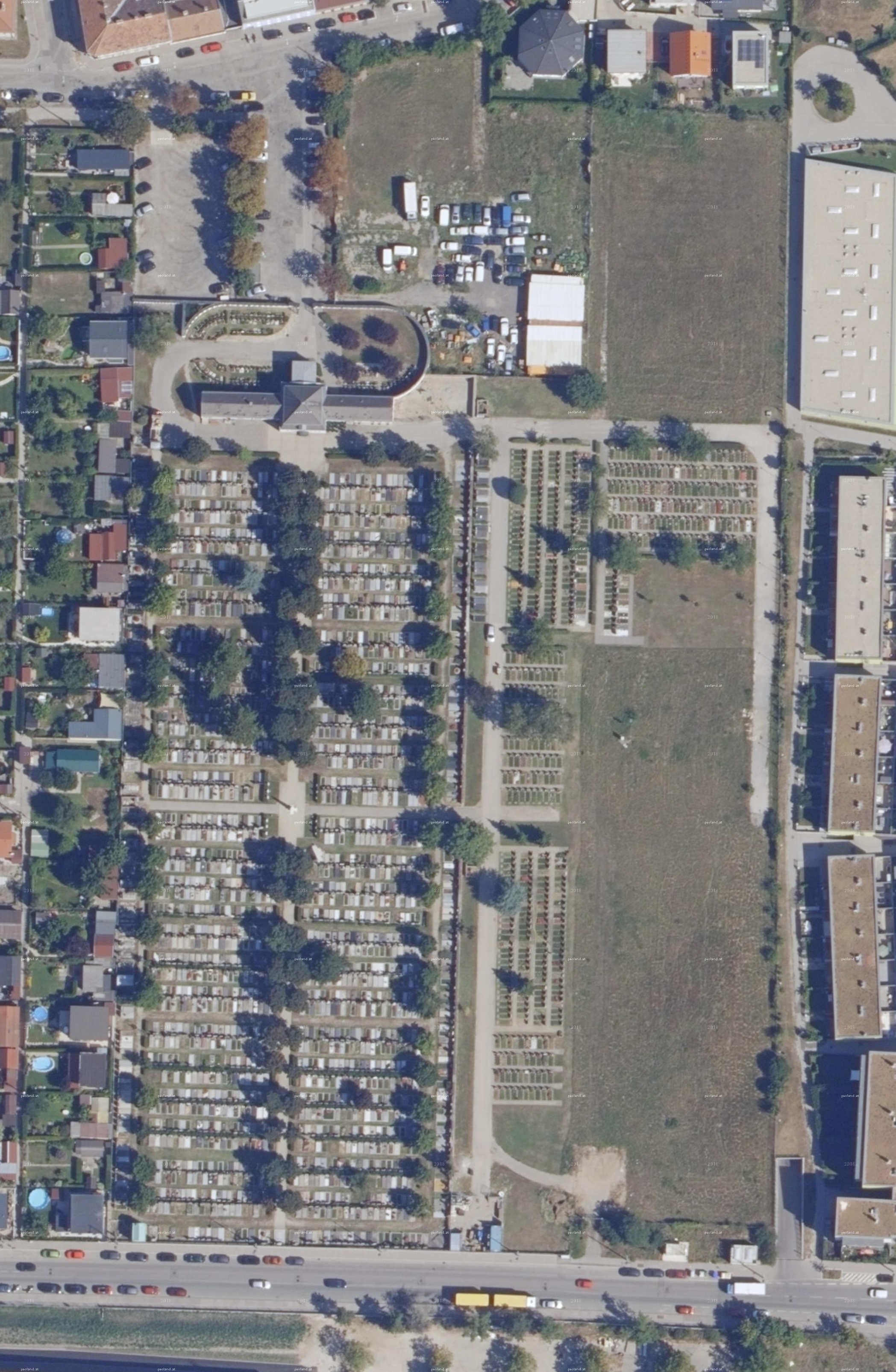
Orthofoto des Friedhofgeländes

Der Atzgersdorfer Friedhof ist ein Friedhof im 23. Wiener Gemeindebezirk Liesing.

## Lage und Größe
Der Friedhof liegt im Osten des Bezirksteils Atzgersdorf an der Grenze zu Erlaa. Neben dem Friedhof befindet sich eine Kleingartenanlage. Er erstreckt sich über eine Fläche von 39282 m2 und weist 3283 Grabstellen auf.

## Geschichte

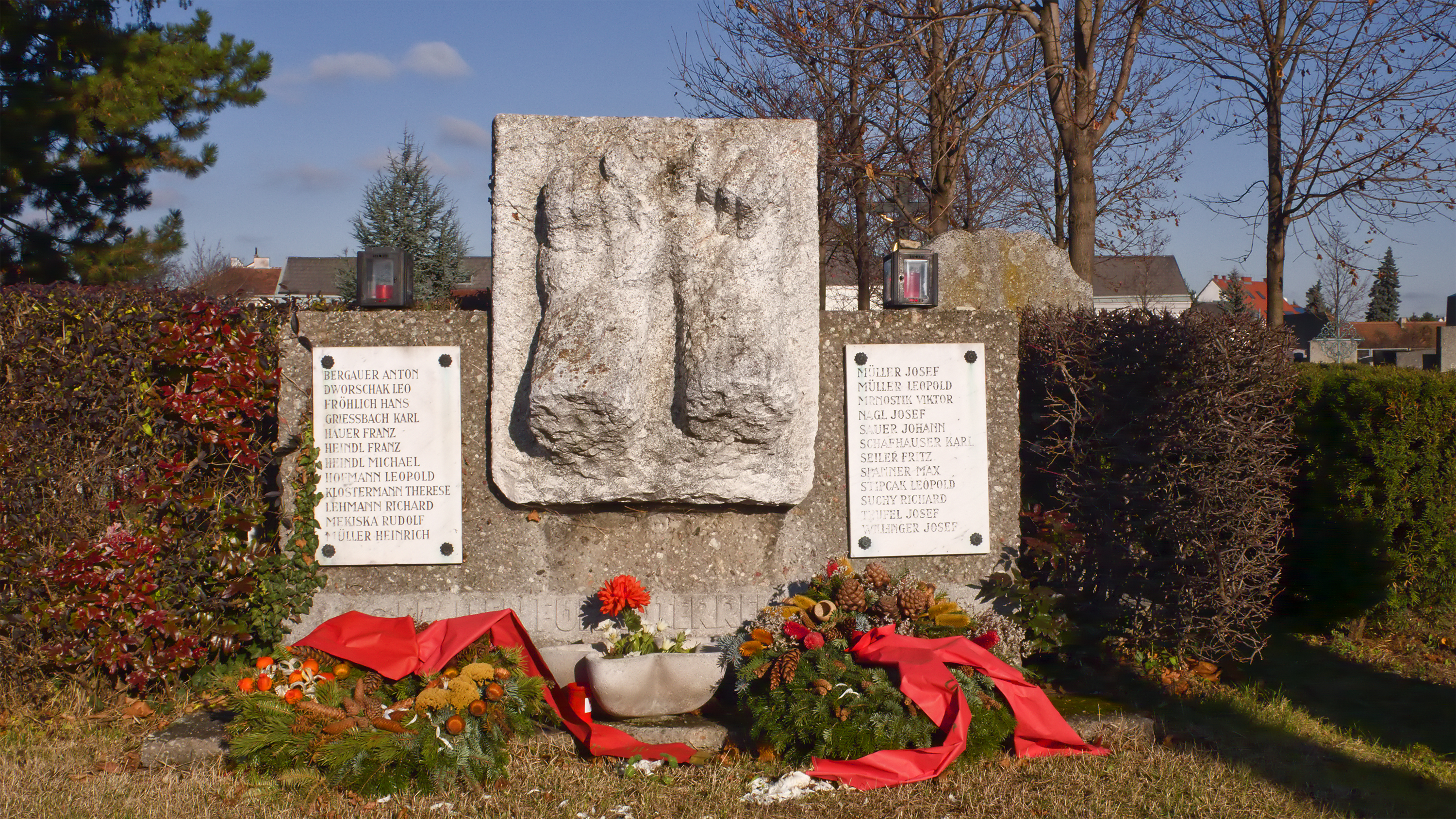
Freiheitskämpfer-Denkmal

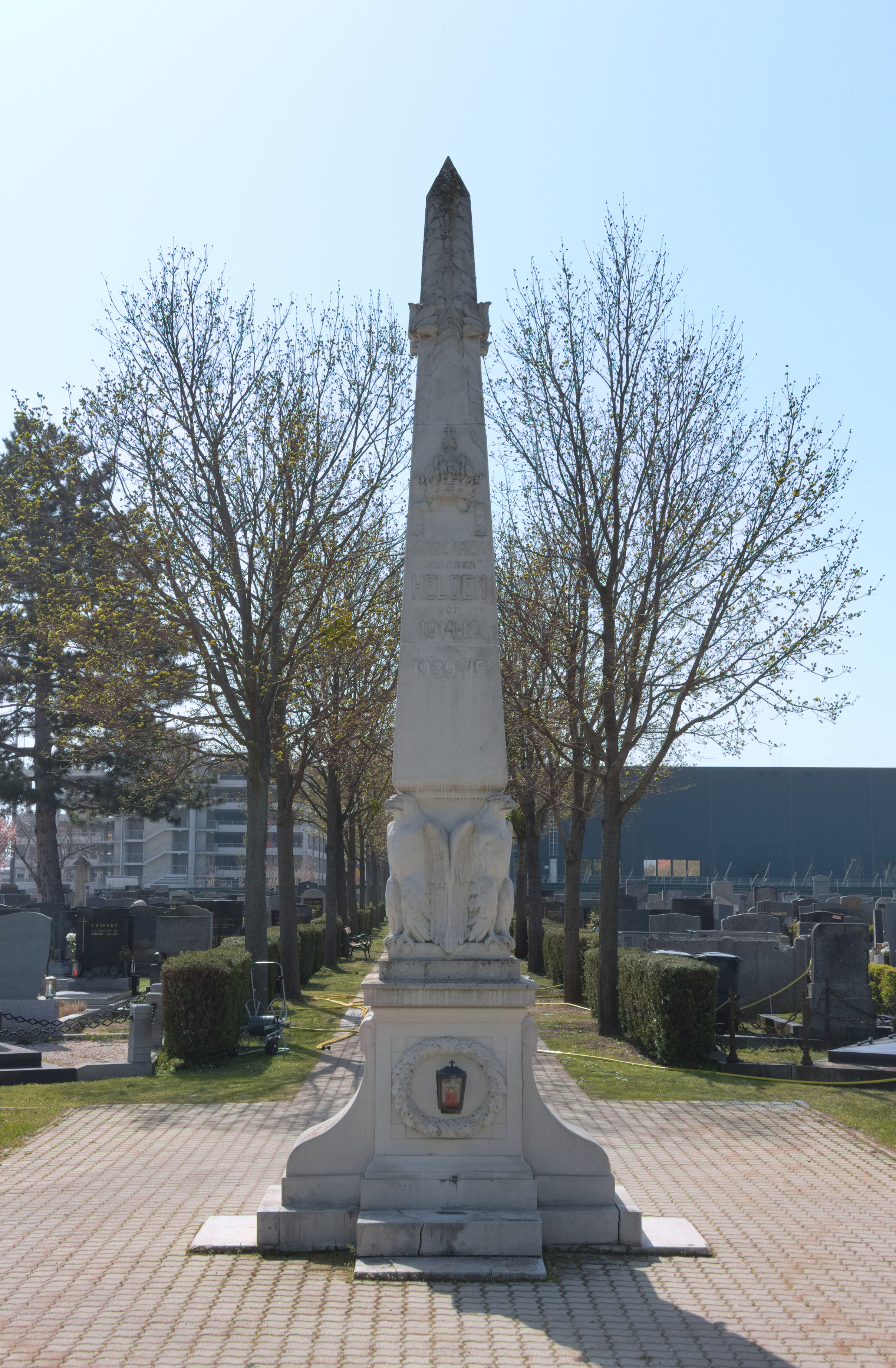
Obelisk in der Mitte des Kriegsfriedhofs am Friedhofsgelände

Der Friedhof befand sich ursprünglich um die Pfarrkirche Atzgersdorf. Im Zuge der josephinischen Reformen wurde der Friedhof 1780 auf den Platz gegenüber dem Pfarrhof verlegt (Endresstraße 1–3). Im Jahr 1826 wurde auf einem Areal westlich der heutigen Südbahn ein neuer Friedhof angelegt (Taglieberstraße 1 bis 13).
Dieser Friedhof wurde bald zu klein. Im Jahr 1880 wurde deshalb der heutige Friedhof errichtet, auf dem am 2. Jänner 1881 die erste Beisetzung vorgenommen wurde. Der Friedhof bei der Südbahn wurde 1896 aufgelassen. 1927 wurde der Eingangsbereich des neuen Friedhofs zu einer Aufbahrungshalle ausgebaut, die 1964/1965 nach Plänen von Erich Boltenstern umgestaltet wurde. Seit 1973 ist durch einen weiteren Umbau durch denselben Architekten das Abhalten von Kremationsfeiern in der Aufbahrungshalle möglich.
1954 wurde auf dem Atzgersdorfer Friedhof das vom Bildhauer Franz Pixner geschaffene Freiheitskämpfer-Denkmal mit den Namen von 24 Opfern des NS-Regimes enthüllt.

## Grabstätten bedeutender Persönlichkeiten

### Ehrenhalber gewidmete Gräber
Der Atzgersdorfer Friedhof weist zwei ehrenhalber gewidmete Gräber auf.
| Name            | Lebensdaten | Tätigkeit        |
| --------------- | ----------- | ---------------- |
| Hertha Kräftner | 1928–1951   | Schriftstellerin |
| Franz Ziedler   | 1867–1917   | Politiker        |

### Gräber weiterer Persönlichkeiten
Weitere bedeutende Persönlichkeiten, die am Atzgersdorfer Friedhof begraben sind:
| Name                  | Lebensdaten | Tätigkeit                           |
| --------------------- | ----------- | ----------------------------------- |
| Walter Behrens        | 1911–1999   | Maler und Grafiker                  |
| Josef Hilgarth        | 1898–1975   | Bezirksschulinspektor und Politiker |
| Hans Lackner          | 1928–2001   | Politiker                           |
| Walter Richard Langer | 1936–1995   | Jazzexperte und Radiomoderator      |
| Wolfgang Petrik       | 1948–2021   | Politiker                           |
| Johann Radfux         | 1902–1984   | Politiker                           |
| Jakob Rosner          | 1890–1970   | Journalist                          |
| Karl Skraup           | 1898–1958   | Schauspieler                        |
| Leopold Vogl          | 1910–1992   | Fußballspieler                      |
| Johann Wimmer         | 1937–2020   | Politiker                           |
| Hedwig Wunsch         | 1934–2016   | Tischtennisnationalspielerin        |
| Herbert Wunsch        | 1917–1970   | Tischtennisspieler                  |